# بيتر وليامز
بيتر وليامز (بالإنجليزية: Peter Williams)‏ (و. 1957 – م) هو ممثل، وممثل أفلام، من جامايكا، ولد في كينغستون.

## وصلات خارجية
- بيتر وليامز على موقع IMDb (الإنجليزية)
- بيتر وليامز على موقع أول موفي (الإنجليزية)
- بيتر وليامز على موقع قاعدة بيانات الأفلام السويدية (السويدية)
- بيتر وليامز على موقع قاعدة بيانات الفيلم (الإنجليزية)
- بيتر وليامز على موقع كينوبويسك (الروسية)